# Abram Onkgopotse Tiro
Abram Ramothibi Onkgopotse Tiro (n. 9 noiembrie 1947, Dinokana⁠(d), North West, Africa de Sud – d. 1 februarie 1974, Botswana) a fost un activist de frunte al Mișcării Conștiinței Negre (BCM) din Africa de Sud. A fost unul dintre primii activiști antiapartheid care au fost asasinați de agenții serviciului de informații sud-african.

## Biografie
S-a născut în Dinokana⁠(d), un sat mic de lângă orășelul Zeerust. Se cunosc puține informații despre tatăl său, Nkokwe Peter Tiro, în timp ce despre mama sa, Moleseng Anna Tiro, se știe că a lucrat ca ajutor domestic în Johannesburg. A avut doi frați și o soră. Începând din 1951 a urmat studii la Școala Primară Ikalafeng. A fost exmatriculat de la Liceul Naledi din Soweto pentru încălcarea legii pașaportului intern, care împiedica deplasarea populației negre pe teritoriul aceleiași țări; a urmat apoi studii la Liceul Barolong din Mafikeng, unde a promovat examenul de absolvire (Matric).
Tiro a început să studieze artele liberale la University of the North⁠(d) (cunoscută acum ca Universitatea din Limpopo) din campusul Turfloop. A devenit în perioada studenției un membru activ al Organizației Studenților Sud-Africani (SASO), din care s-a format ulterior Mișcarea Conștiinței Negre (BCM). În 1972 a fost ales președinte al Consiliului Reprezentativ al Studenților (Students’ Representative Council). La ceremonia de absolvire din 29 aprilie 1972 a ținut în această calitate un discurs, care a devenit cunoscut de atunci sub numele de Mărturia Turfloop (Turfloop Testimony). În acel discurs a criticat sever Legea Educației Bantu⁠(d) din 1953. În urma discursului, a fost exmatriculat din cadrul University of the North ca urmare a activităților sale politice. În mai și iunie 1972 au avut loc greve de solidaritate cu Tiro la numeroase universități din Africa de Sud, care au fost organizate în mare parte de studenți negri.
În 1972 Tiro a participat la congresul Mișcării Studenților din Africa de Sud (Southern African Students Movement, abreviat SASM) din Lesotho, filiala internațională a SASO. El s-a alăturat Mișcării Conștiinței Negre în 1973, iar în același an a devenit organizator permanent (permanent organiser) al Organizației Studenților Sud-Africani (South African Students’ Organisation, abreviat SASO), după ce membrii conducerii acesteia au primit ordine de restrucție. A fost ales tot în același an președinte al SASM. Potrivit altor informații, acronimul SASM înseamnă Mișcarea Studenților Sud-Africani (South African Students’ Movement), care, la fel ca SASO, era destinat studenților sud-africani.
După exmatricularea sa de la University of the North, Tiro a devenit în 1973 profesor de istorie la Liceul Morris Isaacson din cartierul Central Western Jabavu (CWJ) al orașului Soweto, la inițiativa directorului de acolo. El i-a influențat pe elevi în spiritul BCM, inclusiv pe Tsietsi Mashinini⁠(d), care a fost unul din liderii Revoltei studențești din Soweto din 1976. Mulți dintre elevii săi au recunoscut impactul pe care l-a avut Tiro asupra formării propriei lor conștiințe politice în această perioadă a organizării studențești din istoria Africii de Sud. În urma presiunii autorităților, Tiro a fost nevoit să părăsească școala după șase luni. El a vizitat apoi țările vecine Lesotho, Botswana și Swaziland în calitate de președinte al SASM. Una dintre cele mai importante revendicări ale sale a fost acordarea dreptului de proprietate asupra pământului pentru populația neagră.
La sfârșitul anului 1973 a fugit în Botswana, unde a locuit la Misiunea Catolică Khale și a continuat să îndeplinească funcția de președinte al SASM. Printre altele, a avut o serie de contacte cu Organizația pentru Eliberarea Palestinei (OEP). A fost ucis la Khale, în 1 februarie 1974, de o bombă ascunsă într-un pachet capcană pe care i l-a înmânat un agent sud-african în numele Fondului de Schimb Universitar Internațional infiltrat de Craig Williamson⁠(d). S-a aflat mai târziu că asasinarea lui Tiro a fost realizată de echipa secretă Z, o filială a Biroului Sud-African pentru Securitatea Statului (South African Bureau for State Security, abreviat BOSS).

## Urmări
Comisia pentru Adevăr și Reconciliere din Africa de Sud a menționat uciderea lui Tiro, dar nu a efectuat o anchetă. Trupul său a fost exhumat din Botswana în 1998 și îngropat în Dinokana în ziua de 22 martie a aceluiași an.
Abram Onkgopotse Tiro a fost distins postum, în 1999, de guvernul Africii de Sud cu Ordinul pentru Serviciu Merituos (Order for Meritorious Service) de Aur.